# Игра теней (фильм, 2022)
«Игра теней» (англ. Blacklight) — кинотриллер 2022 года режиссёра Марка Уильямса. Главную роль агента ФБР, вовлечённого в правительственный заговор, сыграл Лиам Нисон. Также в фильме снимались Эмми Рэйвер-Лэмпман, Тейлор Джон Смит и Эйдан Куинн.
«Игра теней» впервые вышла на экраны 10 февраля 2022 года в кинотеатрах Австралии, ОАЭ, Польши и Перу, американская премьера состоялась 11 февраля. Фильм постиг кассовый провал: при бюджете в 43 миллиона долларов он собрал в прокате 16 миллионов долларов, а критики назвали его одним из худших фильмов в карьере Нисона.

## Сюжет
Политическая активистка София Флорес выступает на антиправительственном митинге в Вашингтоне. В тот же вечер она погибает возле своего дома под колёсами автомобиля в результате спланированного убийства.
Трэвис Блок, ветеран войны во Вьетнаме, неофициально работает на директора ФБР Габриэля Робинсона, помогая попавшим в опасные ситуации агентам. После очередной миссии он говорит Робинсону, что хочет уйти на пенсию и проводить больше времени со своей дочерью и внучкой, но Робинсон не хочет его отпускать. Вместо этого Блок получает новое задание: найти агента под прикрытием Дасти Крейна.
Однако Крейн решает раскрыть преступления Робинсона и связывается с журналисткой Мирой Джонс, утверждая, что у него есть информация о смерти Флорес. Несколько раз сбежав от Блока и ФБР, Крейн договаривается о встрече с Джонс в музее. Блок следует за Джонс на встречу. Крейн сообщает Блоку, что Робинсон приказал убить Флорес и снова пытается сбежать, но два агента ФБР преграждают ему путь и убивают.
Блок и Джонс снова встречаются, и журналистка сообщает, что Крейн обещал раскрыть сведения об операции «Единство» — сверхсекретной программе ФБР, реализуемой Робинсоном, в рамках которой устраняются невиновные гражданские лица, одной из которых была Флорес. Блок задает Робинсону вопросы по поводу операции, но Робинсон отказывается отвечать и настоятельно советует Блоку не вмешиваться.
Дрю Хоуторн, начальник Джонс, использует материалы журналистки и публикует статью о смерти Крейна. В тот же вечер автомобиль редактора преследуют те же агенты ФБР, что расправились с Флорес и Крейном, провоцируют аварию и добивают раненого Хоуторна. В то же время бесследно исчезает семья Блока.
Джонс убеждает Блока помочь ей раскрыть тайну операции «Единство». Он сообщает, что у Робинсона в доме есть сейф, где хранятся компрометирующие документы. Блок приходит в дом Робинсона и заставляет открыть сейф, в котором находится жесткий диск с информацией об операции «Единство». Робинсон сбегает и посылает в дом нескольких агентов ФБР, которые вступают в перестрелку с Блоком. Блок расправляется с агентами и уносит жесткий диск.
Блок и Джонс просматривают жесткий диск и обнаруживают, что Крейн влюбился в Флорес, за которой должен был следить. Боясь, что агент раскроет себя, Робинсон приказал убить Флорес. Блок заставляет Робинсона признать правду об операции «Единство» и сдаться властям, а также раскрыть место пребывания семьи Блока, спрятанной по программе защиты свидетелей, и удалить все сведения о своей работе. За совершённые преступления Робинсон оказывается в тюрьме. Джонс выпускает статью о заговоре в правительстве, а Блок оставляет работу и воссоединяется со своей семьей.

## В ролях
- Лиам Нисон — Трэвис Блок
- Эмми Рэйвер-Лэмпман — Мира Джонс
- Тейлор Джон Смит — Дасти Крейн
- Эйдан Куинн — Габриэль Робинсон
- Клэр ван дер Бум — Аманда Блок
- Яэль Стоун — Хелен Дэвидсон
- Тим Драксл — Дрю Хоуторн
- Мелани Джарнсон — София Флорес

## Производство
Съёмки фильма начались в ноябре 2020 года в Мельбурне, Австралия. В январе 2021 года было объявлено, что сцена автомобильной погони будет сниматься в Канберре.
Музыку к фильму написал Марк Ишем.

## Реакция

### Сборы
В Соединенных Штатах и Канаде фильмы был выпущен одновременно с кинокартинами «Смерть на Ниле» и «Первый встречный», и, по прогнозам, в первые выходные должен был собрать от 1 до 5 миллионов долларов в 2772 кинотеатрах. В итоге «Игра теней» выручила 3,5 миллиона долларов, заняв пятое место в прокате. Во второй уикенд фильм занял десятое место по кассовым сборам с 1,7 миллиона долларов. В третий уикенд он покинул десятку лучших фильмов, собрав только 878 687 долларов.

### Отзывы критиков
На сайте Rotten Tomatoes только 11 % из 104 критических обзоров дали фильму положительную оценку, средний рейтинг составил 3,8 из 10. Сайт Metacritic оценил фильм в 27 баллов из 100, основываясь на мнении 22 критиков.
Джо Лейдон из Variety написал: «Если вы смотрите [фильм] с достаточно заниженными ожиданиями и у вас есть приятные воспоминания о параноидальных драмах 70-х, которые явно вдохновляли режиссера и соавтора сценария Марка Уильямса, он может стать вашим домашним вареньем». Фрэнк Шек из The Hollywood Reporter заключил: «В отсутствие яркой концептуальности или запоминающегося центрального персонажа фильм представляет собой обычный боевик, основанный на сентиментальном авторитете и сдержанной харизме своей звезды».